# Fonoestética
A Motricidade Estética Orofacial (MEO), também conhecida como Fonoestética ou Fonoaudiologia Estética Facial, é um campo recente dentro da fonoaudiologia que trabalha os músculos do rosto e pescoço.

## Descrição
A MEO é uma técnica que visa adequar a tonicidade muscular, eliminar ou atenuar rugas, flacidez ou tensão dos músculos faciais e pescoço, queixo duplo, bolsas palpebrais e quando possível adequar alteração da respiração, deglutição, mastigação ou fala.
Isso é possível através de aplicação de técnicas de relaxamento, soltura, alongamento, exercícios de força e resistência nos músculos da face e uma importante avaliação inicial da condição muscular do cliente. Essa avaliação também visa detectar precocemente possíveis alterações orofaciais em pessoas com menos de 30 anos de idade.
É indicada para aqueles que procuram a prevenção, rejuvenescimento, saúde e bem-estar, bem como o aperfeiçoamento muscular no pré e pós-cirurgia plástica.

## Fonoaudiologia
É uma ciência que atua na pesquisa, prevenção, avaliação, diagnóstico e reabilitação da comunicação humana em sete especialidades: Audiologia, Linguagem, Voz e Motricidade Orofacial, Saúde Coletiva, Disfagia e Fonoaudiologia Educacional/Escolar.
A Motricidade Estética Orofacial atua dentro da área de motricidade orofacial que é uma especialidade responsável pelos músculos da cabeça e pescoço e as funções como: respiração, deglutição, mastigação e fala.